# 楚侯乡
楚侯乡，是中华人民共和国山西省运城市临猗县下辖的一个乡镇级行政单位。

## 行政区划
楚侯乡下辖以下地区：
楚侯村、王鉴村、百俊村、孙里村、黄仪南村、太侯村、董家庄村、南杨姚村、仁里村、张蒿村、赵家卓村、李汉村、北阳姚村、申村、南岳村、高头村、南村、东朝村、东三里村、西三里村和郭村。